# Anne Hobbs
Pour les articles homonymes, voir Hobbs.
Anne Hobbs (née le 21 août 1959 à Nottingham, Angleterre) est une joueuse de tennis britannique, professionnelle de la fin des années 1970 à 1989.
Elle demeure une spécialiste de double, atteignant notamment deux finales en Grand Chelem aux côtés de Wendy Turnbull.